# Macugonalia brasiliensis
Macugonalia brasiliensis är en insektsart som först beskrevs av Metcalf 1965.  Macugonalia brasiliensis ingår i släktet Macugonalia och familjen dvärgstritar. Inga underarter finns listade i Catalogue of Life.